# Aristazabal Island
Aristazabal Island ist eine Insel vor der Küste der kanadischen Provinz British Columbia. Die 420 km² große, unbewohnte Insel mit einer Küstenlänge von 171 km erhielt ihren Namen 1792 durch den spanischen Kapitän Jacinto Caamaño, der sie nach dem seinerzeit bekannten spanischen Kapitän  Gabriel de Aristazábal benannte. Bei seiner späteren Reise übernahm George Vancouver diesen Namen, jedoch mit einem Schreibfehler, in seine Karte.
Die Insel liegt an der Hecate Strait. Östlich der Insel befindet sich Princess Royal Island und westlich der Insel liegt Haida Gwaii. Im Norden liegt die Estevan Group und Campania Island sowie im Süden Swindle Island und Price Island. Wie die meisten der Inseln im nördlichen Bereich der Küste der Provinz wird sie zum Great Bear Rainforest gerechnet.
Man kann die Insel nur mit dem Boot oder dem Flugzeug erreichen. Heute ist die Insel unbewohnt.